# Saint-Ganton
Saint-Ganton (bret. Sant-Weganton) – miejscowość i gmina we Francji, w regionie Bretania, w departamencie Ille-et-Vilaine.
Według danych na rok 1990 gminę zamieszkiwało 381 osób, a gęstość zaludnienia wynosiła 27 osób/km² (wśród 1269 gmin Bretanii Saint-Ganton plasuje się na 900. miejscu pod względem liczby ludności, natomiast pod względem powierzchni na miejscu 697.).